# 島根県道319号西ノ島海士線
島根県道319号西ノ島海士線（しまねけんどう319ごう にしのしまあません）は、島根県隠岐郡西ノ島町から隠岐郡海士町に至る一般県道である。

## 概要
隠岐郡西ノ島町大字美田から隠岐郡海士町大字福井に至る。
西ノ島と海士島を結ぶ目的で1980年（昭和55年）2月29日、島根県告示第170号で認定されたが、島根県の財政難や費用対効果の問題から両島を結ぶ島前大橋の建設は凍結されたままになっている。

### 路線データ
- 起点：隠岐郡西ノ島町美田（国道485号交点）
- 終点：隠岐郡海士町福井（島根県道317号海士島線交点）
- 未開通区間：隠岐郡西ノ島町大字宇賀 - 隠岐郡海士町大字福井

## 歴史
- 1980年（昭和55年）2月29日 - 島根県告示第170号により認定される。

## 地理

### 通過する自治体
- 島根県
  - 隠岐郡西ノ島町 - 隠岐郡海士町

### 交差する道路
| 交差する道路          | 市町村名 | 市町村名 | 交差する場所 | 交差する場所 |
| --------------------- | -------- | -------- | ------------ | ------------ |
| 国道485号             | 隠岐郡   | 西ノ島町 | 大字美田     | 起点         |
| 未開通区間            |          |          |              |              |
| 島根県道317号海士島線 | 隠岐郡   | 海士町   | 大字福井     | 終点         |

### 沿線
- 別府郵便局
- 黒木御所跡